# Delaware-Lackawanna Railroad
Die Delaware-Lackawanna Railroad (AAR-reporting mark: DL) ist eine Class-3-local railroad-Bahngesellschaft, die seit 1993 Schienengüterverkehr im Nordosten des US-Bundesstaats Pennsylvania erbringt. Das Tochterunternehmen der Genesee Valley Transportation Company (GVT) ist dazu auf mehreren Strecken mit einer Gesamtlänge von 142 km tätig, deren Eigentümer die lokalen Countys sind.

## Geschichte

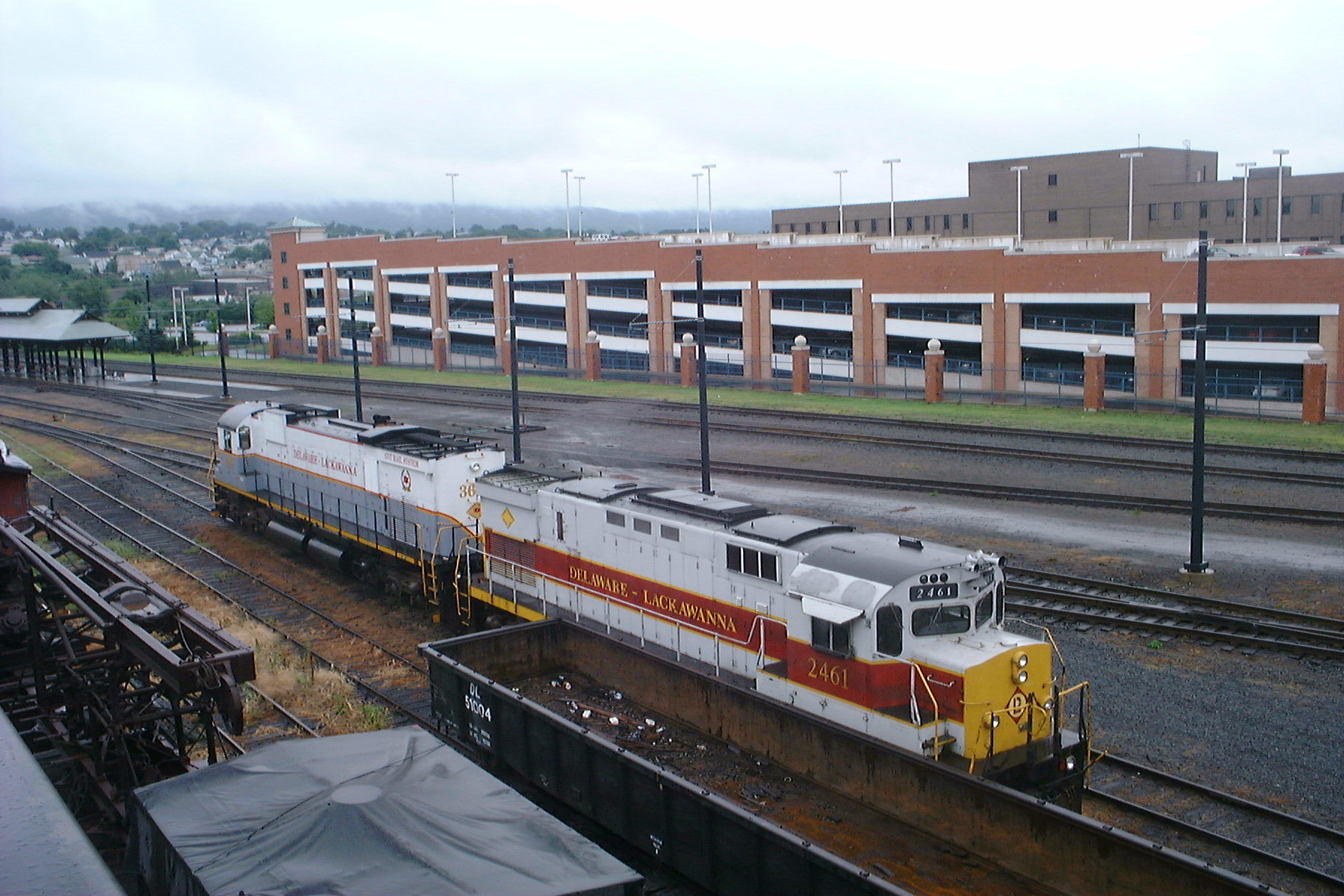
DL-Diesellokomotiven in Scranton, 2003

In den 1980er-Jahren zogen sich die bisherigen Betreiber von zwei Bahnstrecken in den Countys Lackawanna und Monroe zurück. Die Delaware and Hudson Railway (D&H) erwarb 1980 den Streckenabschnitt Scranton–Binghamton der früheren Hauptstrecke der Delaware, Lackawanna and Western Railroad (DL&W) von der Consolidated Rail Corporation (Conrail). Sie konnte somit ihre bisher genutzte, topographisch deutlich anspruchsvollere Penn Division zwischen Scranton und Nineveh (Colesville; östlich von Binghamton) umgehen. Nördlich von Carbondale wurde diese Strecke 1982 bzw. 1986 abschnittsweise stillgelegt. Der Abschnitt von Carbondale bis Scranton wurde hingegen am 15. April 1985 von der Lackawanna County Railroad Authority (LCRA) erworben, um die Anbindung lokaler Industrien an das Schienengüterverkehrsnetz zu sichern. Als Betreiber wurde die Lackawanna Valley Railroad (LVAL) beauftragt. 1991 verkaufte Conrail auch den Streckenabschnitt Scranton–Mount Pocono der früheren DL&W-Hauptstrecke an die LCRA, auf der die Lackawanna Railway (LRWY) den Betrieb des Güterverkehrs übernahm.
1993 bat die LCRA potentielle Betreiber um die Abgabe von Angeboten und Konzepten (request for proposals; RFP) zur weiteren Durchführung des Güterverkehrs auf ihren Bahnstrecken. Unter den Bietern war die Genesee Valley Transportation Company, die den Zuschlag erhielt und die Delaware-Lackawanna Railroad (DL) als eigenständige Tochtergesellschaft gründete. Am 27. August 1993 übernahm die DL den Verkehr auf den zusammen 93,3 km (58,0 Meilen) langen Bahnstrecken der LCRA. Die bisherigen Betreiber LVAL und LWRY hatten ihren Betrieb am Vortag eingestellt.
Am 29. September 1993 wurde die DL mittels Directed Service Order der Interstate Commerce Commission (ICC) beauftragt, Güterverkehrsleistungen der insolventen Pocono Northeast Railway (PNER) zu übernehmen. Die zunächst für 60 Tage erteilte Direktive wurde bis zur maximal erlaubten Dauer von 180 Tagen, d. h. bis zum 23. Mai 1994, verlängert. Die DL bediente in diesem Zeitraum mehrere der zwischen Scranton und Wilkes-Barre gelegenen, bislang von der PNER befahrenen Strecken und Anschlussbahnen, darunter den Minooka Industrial Track. Anschließend wurden viele dieser Leistungen durch die vom Eigentümer der LVAL und LRWY neu gegründete Luzerne and Susquehanna Railway (L&SR) übernommen, während die Infrastruktur teilweise vom PNER-Schwesterunternehmen F&L Realty an die Luzerne County Redevelopment Authority übergeben wurde.
1994 erwarb die Monroe County Railroad Authority (MCRA) mit finanzieller Unterstützung des Bundesstaats den in Mount Pocono (Milepost 101) an die LCRA-Strecke aus Scranton anschließenden Abschnitt der früheren DL&W-Hauptstrecke bis Analomink (Milepost 84,6 nahe Stroudsburg) von Conrail. Auf Vermittlung der LCRA übernahm die DL auch die Verkehrsleistungen auf der MCRA-Infrastruktur. Der wiederum anschließende Abschnitt südlich von Milepost 84,6 gelangte bei der Aufteilung von Conrail 1999 zur Norfolk Southern Railway (NS), die ihn als Stroudsburg Secondary Track bezeichnete. Ab 14. September 2001 mietete die MCRA etwa 16 km dieser Strecke bis Slateford (Milepost 74,4) in Northampton County zur Nutzung durch die DL.

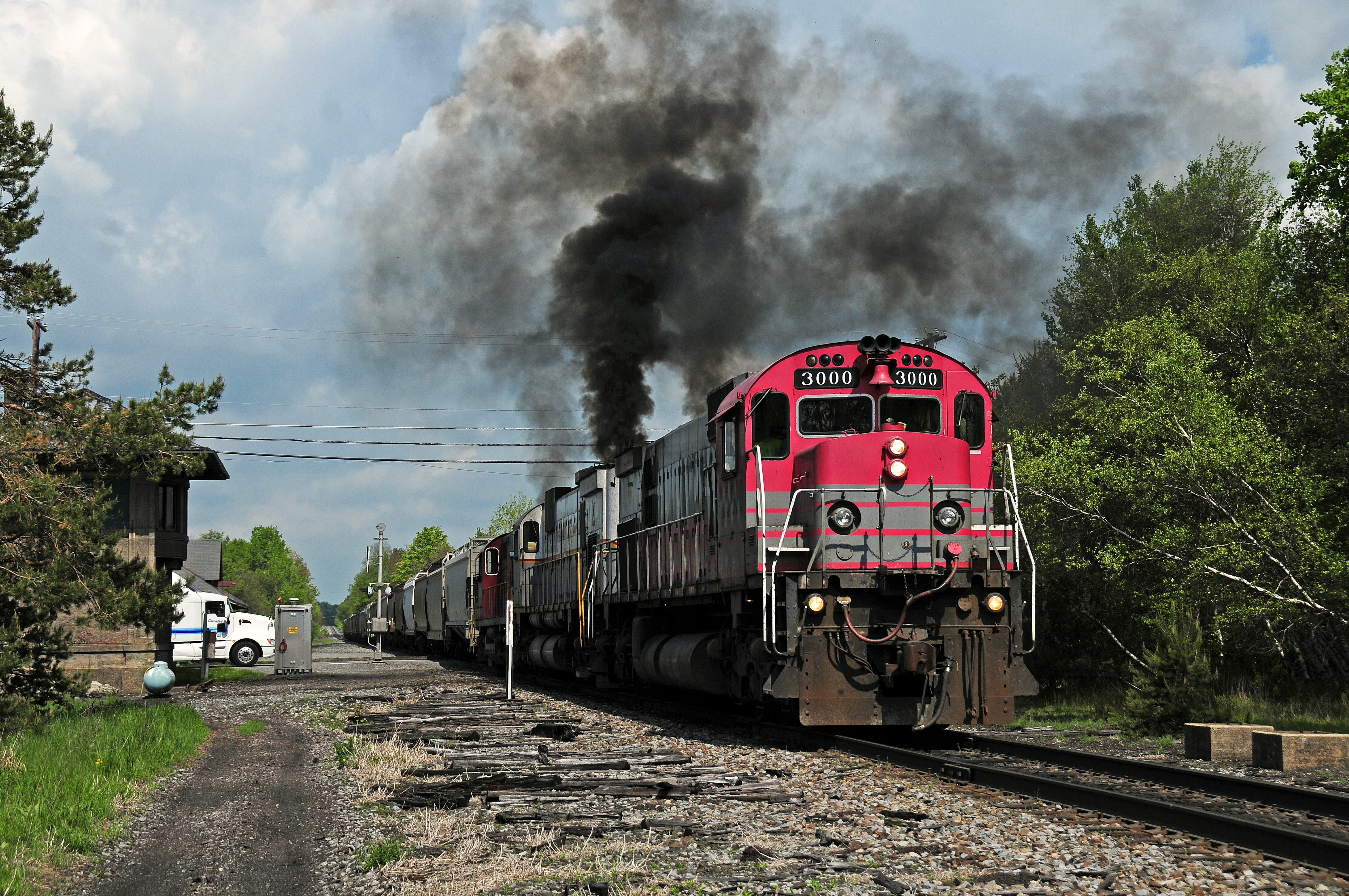
DL-Güterzug in Pocono Summit, 2013

Zum 28. Juli 2000 erwarb die LCRA zwei zusammen knapp 8 km (4,96 Meilen) lange Streckenabschnitte vom Immobilienunternehmen F&L Realty: Einen 1,3 km (0,85 Meilen) langen Abschnitt der Diamond Branch der früheren DL&W im Stadtgebiet von Scranton sowie einen 6,6 km (4,11 Meilen) langen Teil der Laurel Line der früheren Lackawanna and Wyoming Valley Railroad in Moosic. Die DL wurde als Betreiber des Schienengüterverkehrs auf beiden Strecken benannt. Sie bedient ferner auch den am Ende der Laurel Line anschließenden Minooka Industrial Track, der Anfang 2002 ebenfalls durch die LCRA erworben wurde.
LCRA und MCRA schlossen sich 2006 zur Pennsylvania Northeast Regional Railroad Authority (PNRRA) zusammen. Anfang 2009 erwarb die PNRRA den bisher gemieteten Abschnitt des Stroudsburg Secondary Tracks von der NS.
Zum 27. August 2010 erneuerte die PNRRA den Vertrag mit der DL. Die Rechte zur Durchführung von Schienengüterverkehr auf den Strecken der PNRRA wurden exklusiv an die DL vergeben. Die PNRRA behielt sich lediglich die Möglichkeit vor, der NS Overhead Trackage Rights für die Führung überregionaler Güterzüge zwischen Scranton und Slateford einzuräumen. Im Gegenzug wurde festgelegt, dass die PNRRA 10 % der Einnahmen aus Transporten von bzw. zu Orten im Lackawanna County sowie 10 % der Einnahmen oder monatlich 8000 Dollar für Transporte von bzw. zu Orten im Monroe County erhält. Betriebs- und Wartungskosten der Infrastruktur werden durch die DL getragen. Die Vereinbarung kann zum Ende der Laufzeit jeweils um fünf Jahre verlängert werden. Im Dezember 2013 erhob die Reading Blue Mountain & Northern Railroad (RBMN) gegen diese Verlängerungsoption Klage vor dem lokalen Court of Common Pleas und Einspruch beim Surface Transportation Board (STB), da ihr die Einbringung eines eigenen Angebots verwehrt werde. Während das STB die Thematik im Juni 2016 an die Gerichte verwies, dauert das Gerichtsverfahren weiter an. Nach der zwischenzeitlich erfolgten erneuten Verlängerung des Vertrags zwischen PNRRA und DL erneuerte die RBMN die Klage im Februar 2020.

## Infrastruktur

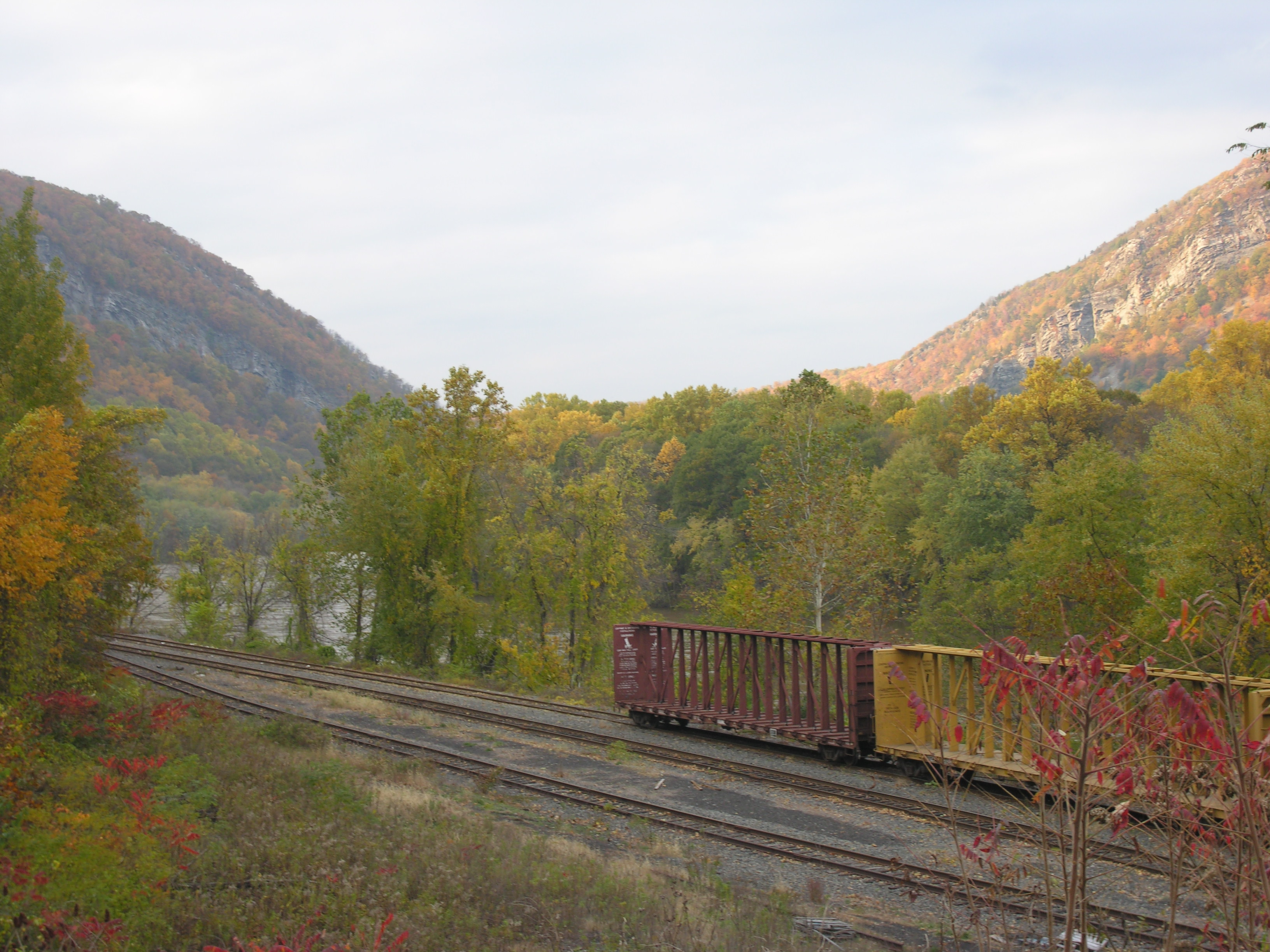
Slateford Junction, Pennsylvania, 2006

Das von der DL genutzte Streckennetz der PNRRA besteht aus vier Teilen:
Die von der DL als Carbondale Main bezeichnete, 30,7 km (19,1 Meilen) lange Strecke Scranton–Carbondale ist ein Teil der früheren Hauptstrecke der D&H von Scranton Richtung Albany. Sie beginnt in Scranton und führt über Dickson City und Olyphant in nordöstliche Richtung nach Carbondale, wobei das nördliche Ende der Strecke bereits auf dem Gebiet von Fell Township liegt.
Von Scranton ausgehend Richtung Südosten führt die rund 103 km (64 Meilen) lange Pocono Mainline der DL, bei der es sich um eine Strecke der früheren DL&W, später Erie Lackawanna Railroad und Conrail, handelt. Über Moscow, Tobyhanna, Mount Pocono, East Stroudsburg und Delaware Water Gap erreicht sie Slateford nahe der Bundesstaatsgrenze zu New Jersey. In Slateford führt die frühere DL&W-Strecke (Old Main) weiter nach Süden, während der dort abzweigende, 1984 zurückgebaute Lackawanna Cut-Off einst eine direktere Verbindung Richtung Osten herstellte.
Die 1,3 km (0,85 Meilen) lange Diamond Branch im Stadtgebiet von Scranton war ebenfalls von der DL&W errichtet worden. Sie verknüpft nun die Hauptverbindungen der DL mit den Strecken der Norfolk Southern Railroad in Scranton.
Der 6,6 km (4,11 Meilen) lange Teil der Laurel Line der früheren Lackawanna and Wyoming Valley Railroad führt von Scranton nach Moosic. Sie ist weitgehend elektrifiziert, um dort Fahrten mit Straßenbahnen des Electric City Trolley Museums anbieten zu können. Die DL nutzt die Strecke jedoch auch zur Bedienung lokaler Frachtkunden.

## Verkehr

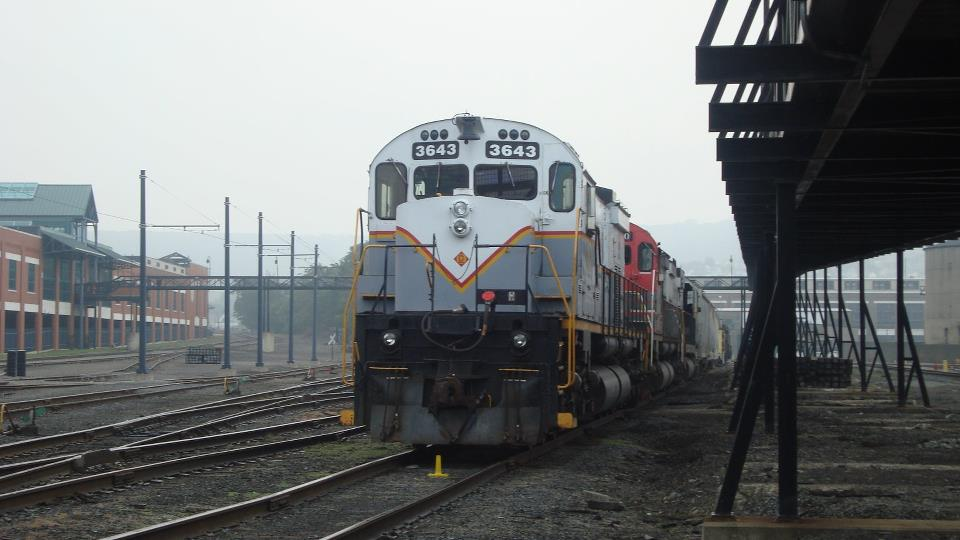
DL-Güterzug in Scranton, 2014

Die DL transportiert vor allem Getreide und Mehl, Sand für Fracking zur Erdgasförderung aus der Marcellus-Formation, Plastik, Holz, Propangas und Konsumgüter. 2019 beförderte die DL 9690 Güterwagen. 2018 wurden 9453 Wagen, 2017 8572 Wagen und 2015 8048 Wagen bewegt. Mitte der 1990er-Jahre lag das Aufkommen noch bei rund 2300 Güterwagen pro Jahr.
Wagentausch kann mit der Norfolk Southern Railway in Taylor bei Scranton und in Slateford sowie mit der Reading Blue Mountain and Northern Railroad in Pittston bei Scranton durchgeführt werden.
Auf den Strecken der PNRRA bzw. DL werden mehrfach im Jahr Museumsbahnfahrten durchgeführt, insbesondere durch die Steamtown National Historic Site auf der Pocono Mainline sowie das Electric City Trolley Museum auf der Laurel Line.

## Fahrzeuge
Wie alle Bahngesellschaften der GVT setzt die Falls Road Railroad nahezu ausschließlich Diesellokomotiven des Herstellers American Locomotive Company (Alco) ein. Der DL stehen rund 15 Lokomotiven der Typen RS-3, RS-32, C 420, C 424, C 425 und C 636 zur Verfügung.
Zur Wartung wurden ab Betriebsaufnahme Anlagen in South Scranton genutzt. Am 24. September 2020 eröffnete die GVT auf einer Teilfläche des früheren D&H-Bahnbetriebswerks Scranton die Von Storch Locomotive Shops im Scrantoner Stadtteil Green Ridge, die das kleinere Depot in South Scranton ersetzen. Die GVT investierte etwa 2,5 Millionen Dollar in die nach einem nahegelegenen früheren Bergwerk benannte Werkstatt.